# Baranów (Małoszów)
Baranów – część wsi Małoszów w Polsce, położona w województwie świętokrzyskim, w powiecie kazimierskim, w gminie Skalbmierz.
W latach 1975–1998 Baranów administracyjnie należał do województwa kieleckiego.